# Bisbat de Mans
La diòcesi de Mans o del Mans o de Le Mans és una jurisdicció de l'Església Catòlica creada canònicament al segle v.

## Història
Fou creada per sant Julià, que en fou el primer bisbe. Des de 836, la diòcesi es va agermanar a la de Paderborn, a Alemanya. A l'Antic Règim la diòcesi del Mans s'estenia sobre tot Maine i més enllà i comprenia:
- Tot el Sarthe excepte els municipis següents (parròquies de l'Anjou): Arthezé, Bazouges-sur-le-Loir, Bousse, Chenu, Courtillers, Cré, Créans (Clermont-Créans: Clermont formava part de la diòcesi), Crosmières, Dissé-sous-le-Lude, Dureil, La Bruère-sur-Loir, La Chapelle-aux-Choux, La Chapelle-d'Aligné, La Flèche, Le Bailleul, Le Lude, Louailles, Melleray, Montmirail, Notre-Dame-du-Pé, Parcé-sur-Sarthe, Pincé, Précigné, Saint-Germain-d'Arcé, Savigné-sous-le-Lude, Thorée-les-Pins, Villaines-sous-Malicorne i Vion.
- Tot el Mayenne excepte els municipis següents (parròquies de l'Anjou):

Ampoigné, Argenton-Notre-Dame, Athée, Azé, Ballots, Bazouges, Bierné, Bouchamps-lès-Craon, Brains-sur-les-Marches, Château-Gontier, Chatelain, Chemazé, Chérancé, Congrier, Coudray, Craon, Cuillé, Daon, Denazé, Fontaine-Couverte, Gastines, La Boissière, La Chapelle-Craonnaise, La Roë, La Rouaudière, La Selle-Craonnaise, Laigné, Laubrières, Livré, Loigné-sur-Mayenne, Marigné-Peuton, Mée, Ménil, Méral, Niafles, Peuton, Pommerieux, Renazé, Saint-Aignan-sur-Roë, Saint-Denis-d'Anjou, Saint-Erblon, Saint-Fort, Saint-Laurent-des-Mortiers, Saint-Martin-du-Limet, Saint-Michel-de-Feins, Saint-Michel-de-la-Roë, Saint-Poix, Saint-Quentin-les-Anges, Saint-Saturnin-du-Limet, Senonnes et Simplé.
- El municipi d'Eure i Loir de Saint-Bomer
- Els municipis d'Indre i Loira de Chemillé-sur-Dême, Epeigné-sur-Dême, Les Hermites i Marray.
- Els municipis del Loir i Cher següents:

Ambloy, Artins, Baillou, Bonneveau, Cellé, Couture-sur-Loir, Fontaine-les-Coteaux, Fortan, Houssay, Huisseau-en-Beauce, Lavardin, Les Essarts, Les Hayes, Les Roches-l'Évêque, Lunay, Marcilly-en-Beauce, Montoire-sur-le-Loir, Montrouveau, Saint-Arnoult, Saint-Georges-du-Bois, Saint-Jacques-des-Guérets, Saint-Martin-des-Bois, Saint-Rimay, Sargé-sur-Braye, Sasnières, Savigny-sur-Braye, Souday, Sougé, Ternay, Thoré-la-Rochette, Tréhet, Troo, Villavard, Villedieu-le-Château et Villiersfaux.
- Els municipis de l'Orne següents:

Antoigny, Avrilly, Bagnoles-de-l'Orne (commune créée en 1913), Banvou, Beaulandais, Bellou-le-Trichard, Ceaucé, Ceton, Champsecret, Ciral, Couterne, Domfront, Dompierre, Gandelain, Geneslay, Haleine, Héloup, Juvigny-sous-Andaine, L'Épinay-le-Comte, La Baroche-sous-Lucé, La Chapelle-d'Andaine, La Coulonche, La Ferrière-aux-Étangs, La Ferté-Macé, La Haute-Chapelle, La Motte-Fouquet, La Roche-Mabile, La Sauvagère, Lalacelle, Landivy, Lonlay-l'Abbaye, Loré, Lucé, Magny-le-Désert, Mantilly, Méhoudin, Passais, Perrou, Pouvrai, Rouellé, Saint-Bômer-les-Forges, Saint-Brice, Saint-Denis-de-Villenette, Saint-Fraimbault, Saint-Germain-du-Corbéis, Saint-Gilles-des-Marais, Saint-Mars-d'Égrenne, Saint-Maurice-du-Désert, Saint-Michel-des-Andaines, Saint-Ouen-le-Brisoult, Saint-Patrice-du-Désert, Saint-Roch-sur-Egrenne, Saint-Siméon, Sept-Forges, Tessé-Froulay, Tessé-la-Madeleine et Torchamp.
Després de la Revolució Francesa la diòcesi del Mans correspon als territoris dels departaments del Sarthe i del Mayenne.
El 30 de juny de 1855 la diòcesi de Laval fou creat per desmembrament de la diòcesi del Mans, reduint a aquest al territori de Sarthe.

## Els bisbes del Mans
- Sant Julià del Mans vers 340
- sant Toribi
- sant Pavaci
- sant Libori
- sant Víctor vers 440-490
- Toribi II 490-497
- sant Príncep 497-511
- Víctor II 511-530
- Severià 530-532
- sant Innocenci 532-543
- Escienfred 543-560
- Dòmnol 560-581
- Baudegisil 581-586
- sant Bertran del Mans 587-623
- sant Hadoí 623-v.655
- sant Berari I 655-670
- Aglibert 670-705
- Berari II 705-710
- Herlemond I 710-724
- Gauziolè 725-753 i 763-770
- Herlemond II 753-762
- Odingus 770-772
- Mèrol 772-785
- Josep 785 o 793-794
- Francó I 794-816
- Francó II 816-832
- Aldric 832-856
- Robert 856-vers 880
- Lambert vers 880-892
- Gonthier 892-908
- Hubert 908-939 o 940
- Mainard 940-960 (germà del vescomte del Maine Raúl III de Beaumont)
- Sigefroi de Bellesme 960-995
- Avergaud de Bellesme 995-1035
- Gervasi de Château-du-Loir o de Bellême 1036-1055
- Vulgrí 1055-1066
- Arnald 1067-1081
- Hoël 1085-1097
- Hildebert 1097-1125
- Guiu d'Étampes 1126-1135
- Hug de Saint-Calais 1135-1142
- Guillem de Passavant 1142-1186
- Renald 1186-1189
- Hamelí 1190-1214
- Nicolau 1214-1216
- Maurici 1215-1231, després arquebisbe de Rouen.
- Godofreu de Laval 1231-1234
- Sant Godofreu de Loudon 1234-1255
- Guillem Roland 1256-1260
- Godofreu Freslon 1260-1274
- Godofreu d'Assé 1274-1277
- Joan de Toulay 1277-1294
- Pere Le Royer 1294-1295
- Dionís Benet 1296-1298
- Robert de Clinchamp 1298-1309
- Pere Gougeul 1309-1326
- Guiu de Laval 1326-1338
- Godofreu de La Chapelle 1339-1350
- Joan III de Craon 1350-1355
- Miquel de Brêche 1355-1368
- Gonthier de Baignaux 1368-1385
- Pere de Savoisy 1385-1398
- Adam Chatelain 1398-1439
- Jean d'Ansières 1439-1451
- Martí Berruyer 1452-1467
- Teobald de Luxemburg 1468-1474, pseudocardenal
- Felip de Luxemburg primera vegada 1477-1507
- François de Luxembourg 1507-1509, també bisbe de Saint-Pons de Thomières
- Felip de Luxemburg, cardenal, segona vegada 1509-1519
- Lluís de Borbó-Vendôme 1519-1535, cardenal
- Renat del Bellay de Langey 1535-1546
- Joan del Bellay de Langey 1546-1556, cardenal
- Carles d'Angennes de Rambouillet 1559-1587, cardenal
- Claudi d'Angennes de Rambouillet 1588-1601
- Carles de Beaumanoir de Lavardin 1601-1637
- Emmeric-Marc de La Ferté 1637-1648
- Filibert-Emmanuel de Beaumanoir de Lavardin 1648-1671
- Lluís de La Vergne de Montenard de Tressan 1671-1712
- Pere-Roger del Crévy 1712-1729
- Carles-Lluís de Froulay de Tessé 1729-1767
- Lluís-André de Grimaldi 1767-1777
- Francesc-Gaspar de Jouffroy de Gonsans 1777-1790, darrer bisbe. La diocèsi fou suprimida (1790).

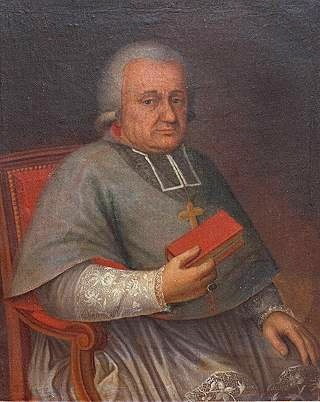
Jean Michel Joseph de Pidoll de Quintenbach

- Jacques-Guillaume-René-François Prudhomme de La Boussinière 1791-1793, bisbe constitucional
- Johann Michael Josef von Pidoll 1802-1819 primer bisbe concordatari[2]
- Claude-Madeleine de La Myre-Mory 1819-1828
- Philippe-Marie-Thérèse-Gui Carron 1829-1833
- Jean-Baptiste Bouvier 1833-1854
- Jean-Jacques Nanquette 1855-1861
- Charles Fillion 1862-1874
- Hector d'Outremont 1875-1884
- Labouré 1884-1893, després arquebisbe de Rennes, cardenal
- Abel Gilbert 1894, mort com a bisbe titular d'Arsinoe el 1914
- Marià-Prosper de Bonfils 1898
- Raymond de la Porte 1912, mort bisbe de Bérisa 1926
- Georges Grente 1918, membre de l'Acadèmia francesa el 1936, arquebisbe el 1943, cardenal el 1953, honorat amb Pal·li Sagrat el 1954, mort cardenal arquebisbe-bisbe del Mans el 4 de maig de 1959
- Paul Chevallier 1959, mort el 1976 quan ja no era bisbe de Mans
- Bernard Alix nascit à Lorient el 23 d'agost de 1909, bisbe de Mans el 28 d'octubre de 1971, va dimitir per edat el 13 de setembre de 1981 i es va retirar a una abadia.
- Julien Gouet, 1981-1982 (va dimitir per edat)
- Georges Gilson 1982-1996, després arquebisbe de Sens-Auxerre
- Jacques Faivre 1997-2008, mort bisbe emèrit el 2010.[3]
- Yves Le Saux 2008-